# Loki (C++)
Pour les articles homonymes, voir Loki (homonymie).
Loki est une bibliothèque logicielle écrite en C++ développée par Andrei Alexandrescu en complément de son livre Modern C++ Design et distribuée sous licence libre MIT.
Loki a introduit de nouveaux concepts de programmation, dont certains ont été repris dans la collection de bibliothèques Boost.